# Eterosi
In genetica, l'eterosi o vigore dell'ibrido indica il miglioramento delle caratteristiche fenotipiche di un ibrido (ottenuto per incrocio di due linee pure) rispetto ai suoi genitori: ad esempio si ha l'aumento di statura, la grande fertilità, e la particolare resistenza alle malattie. All'eterosi è sempre associato un genotipo in cui aumenta la frequenza di eterozigosi, cioè aumenta il numero dei loci con alleli differenti per il gene per lo stesso carattere.